# Тропкин, Николай Васильевич
Никола́й Васи́льевич Тро́пкин (род. 4(17) февраля 1914, дер. Паньково, Середской уезд, Иваново-Вознесенская губерния, Российская империя) — советский государственный деятель, историк и издательский работник. Кандидат исторических наук. Заслуженный работник культуры РСФСР (1970). Один из авторов «Большой советской энциклопедии».

## Биография
В 1940 году окончил Ивановский педагогический институт и в том же году вступил в ВКП(б).
В 1945 году окончил Высшую партийную школу при ЦК КПСС.
В 1947 году окончил аспирантуру Академии общественных наук при ЦК ВКП(б) и там же защитил диссертацию на соискание учёной степени кандидата исторических наук по теме «Большевики Орловщины в партизанском движении 1941—1943 гг.».
В 1947—1955 годах находился на ответственной работе в ЦК КПСС. Был лектором Управления пропаганды и агитации ЦК ВКП(б).
С 1955 года работал в Политиздате в качестве главного редактора, где в 1971—1982 годах занимал должность директора.
Был членом редакции журнала «В мире книг».

## Награды
- Орден Отечественной войны II степени
- два Ордена Трудового Красного Знамени[5], один из которых вручён в 1962 году[4]
- Заслуженный работник культуры РСФСР (1970) — «за заслуги в области советской печати»[1][6]
- Орден Октябрьской Революции (1974) — «за многолетнюю плодотворную работу в советской печати и в связи с шестидесятилетием со дня рождения»[7]
- Орден Ленина (1984) — «за многолетнюю плодотворную работу и в связи с семидесятилетием со дня рождения»[8]

## Сочинения

### Книги
- Тропкин Н. В. 100 лет «Манифеста коммунистической партии»: Доклад лектора Упр. пропаганды и агитации ЦК ВКП(б) тов. Тропкина Н. В. — Барнаул : тип. изд-ва «Алтайская правда», 1948. — 19 с.
- Тропкин Н. В. О работе товарища Сталина «Ещё раз о социал-демократическом уклоне в нашей партии»: Стенограмма публичной лекции, прочит. в Центр. лектории О-ва в Москве / Канд. ист. наук Н. В. Тропкин ; Всесоюз. о-во по распространению полит. и науч. знаний. — М.: Правда, 1949. — 31 с.
- Тропкин Н. В. О работе В. И. Ленина «Детская болезнь „левизны“ в коммунизме» / Канд. ист. наук Н. Тропкин ; Всесоюз. о-во по распространению полит. и науч. знаний. — М.: Правда, 1950. — 40 с. — (В помощь пропагандисту).
- Тропкин Н. В. О работе И. В. Сталина «Международный характер Октябрьской революции» / Канд. ист. наук Н. В. Тропкин ; Всесоюз. о-во по распространению полит. и науч. знаний. — М.: Правда, 1951. — 31 с.
- Тропкин Н. В. О работе И. В. Сталина «Международный характер Октябрьской революции»: Методические советы лектору / Канд. ист. наук Н. В. Тропкин ; Отв. ред. канд. ист. наук И. Ф. Ивашин ; Всесоюз. о-во по распространению полит. и науч. знаний. — М.: Знание, 1952. — 13 л.
- Тропкин Н. В. Об основах стратегии и тактики ленинизма / Канд. ист. наук Н. В. Тропкин. — М.: Знание, 1955. — 48 с. (Серия 1/ Всесоюз. о-во по распространению полит. и науч. знаний; № 28).
- Тропкин Н. В. Ленинская теория социалистической революции. — М.: Госполитиздат, 1961. — 62 с.
- Тропкин Н. В. О книге В. И. Ленина «Детская болезнь „левизны“ в коммунизме». — М.: Политиздат, 1964. — 79 с.
- Ленинская теория социалистической революции и современность / П. Н. Федосеев, С. В. Александров, А. П. Бутенко и др.; Редкол.: П. Н. Федосеев, С. В. Александров, В. В. Загладин, Н. В. Тропкин. — 3-е изд., доп. — М.: Политиздат, 1980. — 528 с.

### Статьи
- Тропкин Н. В. Идеологические основы большевистской партии. К изучению книги В. И. Ленина «Что делать?» // Пропагандист и агитатор. — 1950. — № 13. — С. 42—55.
- Тропкин Н. В. Борьба Ленина и Сталина за' идеологические основы большевизма. // Большевик Казахстана. — 1951. — № 6-7.
- Тропкин Н. В. Гениальное произведение о Великой Октябрьской социалистической революции (К 25-летию выхода в свет работы И. В. Сталина «Международный характер Октябрьской революции») // Пропагандист и агитатор. — 1952. — № 20. — С. 20—28.
- Тропкин Н. В. Послесловие // Маркс К. и Энгельс Ф. Манифест Коммунистической партии. / Послесл. Н. В. Тропкина. — М.: Госполитиздат, 1958. — 95 с. с илл. (Б-чка по науч. социализму. Вып. 1). 200 000 экз.
- Тропкин Н. В. [history.wikireading.ru/188210 Коммунисты Орловщины в партизанском движении (1941—1943 годы)] // Советские партизаны. Из истории партизанского движения в годы Великой Отечественной войны / Ред.-сост. В. Е. Быстров. — М.: Воениздат, 1961. — 832 с. — Тираж 50 000 экз.
- Тропкин Н. В. Ленинская теория социалистической революции и современность. // Вопросы истории КПСС. — 1965. — № 11. — С. 93 — 103.
- Тропкин Н. В. Главное назначение редактора. // «В мире книг». — 1966. — № 7. — С. 45—46.
- Тропкин Н. В. О некоторых вопросах издания политической литературы. // Книга. Исследования и материалы. — Вып. XII. — М.: Книга, 1966.
- Тропкин Н. В. Творческое развитие ленинской теории социалистической революции. // Развитие революционной теории Коммунистической партии Советского Союза. — М.: Политиздат, 1967. — С. 172—205.
- Тропкин Н. В. Стратегия и тактика ленинизма. // В. И. Ленин — великий теоретик. — 2-е изд. — М.: Политиздат, 1970. — С. 170—210.
- Политиздат / Тропкин Н. В. // Плата — Проб. — М. : Советская энциклопедия, 1975. — (Большая советская энциклопедия : [в 30 т.] / гл. ред.  А. М. Прохоров ; 1969—1978, т. 20).
- Тропкин Н. В. Учитывая широту читательских интересов // Проблемы мира и социализма. — 1976. — № 6.